# Схоненберг, Крис
Кристиан Йоханнес (Крис) Схоненберг (нидерл. Christiaan Johannes "Chris" Schoonenberg; 2 декабря 1925, Амстердам — неизвестно) — нидерландский футболист, игравший на позициях полузащитника и защитника, выступал за команды «Зебюргия», «Аякс» и РКХ.

## Биография
Родился в декабре 1925 года в Амстердаме. Отец — Кристиан Йоханнес Схоненберг, был родом из Амстердама, мать — Хестер (Хес) Калкварф, родилась в Харлеммермере. Родители поженились в марте 1924 года в Амстердаме — на момент женитьбы отец был шофёром. В их семье воспитывалась ещё дочь Йоханна, родившаяся в декабре 1924 года.
Начинал футбольную карьеру в команде «Зебюргия» из Амстердама. В начале сезона 1950/51 перешёл в другой амстердамский клуб — «Аякс». В новой команде дебютировал 27 августа 1950 года в матче Кубка АРОЛ против ХФК, сыграв на позиции опорного полузащитника. За «красно-белых» Схоненберг сыграл всего одну игру в чемпионате. Его дебют состоялся 24 сентября 1950 года в домашнем матче чемпионата против клуба «Хенгело». Проигрывая по ходу встречи амстердамцы одержали волевую победу со счётом 2:1. Уже в следующем году вернулся в «Зебюргию» и на протяжении четырёх сезонов защищал цвета клуба.
В декабре 1955 года в возрасте 30 лет стал игроком клуба РКХ из Хемстеде. Семь лет спустя перешёл в клуб третьего класса РОДА из Девентера — на тот момент Крис проживал в деревни Вилп, в 4 км. от Девентера.
Женился в возрасте 33 лет — его супругой стала 26-летняя Трюс Баккер, уроженка Амстердама. Их брак был зарегистрирован 28 апреля 1959 в Амстердаме.